# 岡崎能士
岡崎 能士（おかざき たかし、1974年 - ）は、日本の漫画家、イラストレーター。神奈川県出身。

## 概要
1997年、多摩美術大学・彫刻科卒。1998年に自費出版誌『ノウノウハウ』に掲載した漫画『アフロサムライ』が、2007年にサミュエル・L・ジャクソンを声優に迎えてアメリカでアニメ化され話題となる。
漫画家のほか、イラストレーターとして、テレビドラマ『踊る大捜査線』のマスコットキャラクターデザインやアニメ映画『サマーウォーズ』のアバターデザイン、アメリカのアニメ映画『ニンジャバットマン』のキャラクターデザインなど多方面で活動している。

## 作品

### 漫画
- アフロサムライ - 原作。アニメ化、実写映画化もされている。
- どろろ - アンソロジーコミック『osamu moet moso CONCEPT BOOK 1.5』に収録

### テレビアニメ
- X-MEN - U-MEN・アーマーデザイン・健夫のキャラを担当
- 牙狼〈GARO〉 -炎の刻印- - 第23話提供バックイラスト

### Webアニメ
- ニンジャスレイヤー フロムアニメイシヨン - ポスターデザイン
- SAMURAI NOODLES "THE ORIGINATOR"[2] - これに関連して、「日清食品60周年記念カップヌードル」のパッケージイラストや日清食品の「ハードボイルドコミック社史」も手掛けている[1]
- 聖闘士星矢: Knights of the Zodiac - 聖衣デザイン

### アニメ映画
- サマーウォーズ - OZキャラクター（アバター）デザイン[1]
- ニンジャバットマン - キャラクターデザイン[1]

### 実写映画
- スペーストラベラーズ - ビジュアル設計

### テレビドラマ
- 踊る大捜査線 - マスコットキャラクターデザイン[1]

### ゲーム
- 鬼武者Soul - 参天製薬×カプコンオリジナルコラボ武将・曲直瀬ひとみのデザイン
- 戦国大戦 -1477 破府、六十六州の欠片へ- - R北条綱成デザイン
- Furi - キャラクターデザイン[3]
- Ghost of Tsushima - スマートフォン用壁紙イラスト[4]

### その他
- ロックバンドRIZEのアルバム『THUNDERBOLT〜帰ってきたサンダーボルト〜』のジャケットイラスト[5]